# لجنة مراجعة الدستور الصومالي
لجنة مراجعة الدستور الصومالي لجنة عينتها وزارة العدل وشؤون الدستور في الحكومة الاتحادية الصومالية، في عهد الوزير فارح شيخ عبد القادر محمد

## نظرة عامة
عُينت اللجنة في مايو 2014 في العاصمة الصومالية مقديشو. 
في 19 يونيو 2014 وافق البرلمان الاتحادي الصومالي على اللجنة الحكومية و صوت 139 نائبا لصالح الموافقة على القرار في حين صوت 9 ضده وامتنع 10 عن التصويت. 
عُينت عائشة جيلي ديري رئيسة للجنة.  المكونة من خمسة أعضاء مكلفة بالإشراف على مسودة الدستور الاتحادي المؤقت (PFC). 
في 16 يوليو 2014 عقدت اللجنة المستقلة لمراجعة الدستور جلستها الافتتاحية في العاصمة الصومالية مقديشو، وحضر الجلسة عدد من كبار المسؤولين في الحكومة الفيدرالية من بينهم الرئيس حسن شيخ محمود، وناقش أعضاء اللجنة ملفات أبرزها إجراءات التعديل الدستوري وبروتوكولات عمل اللجنة. 
في مارس 2015 أكملت مفوضية مراجعة الدستور المرحلة الأولى من المراجعة وكان من المقرر أن تبدأ المرحلة الثانية بعد ذلك بوقت قصير، ووفقا لرئيسة اللجنة عائشة جيلي فإن المرحلة الأولى تضمنت التحقق من أي شكوك فنية أو سياسية في الدستور، وأبرز ما تناولته المناقشات اختيار النظام الرئاسي أم البرلماني، وأي مدينة يجب أن تكون العاصمة الوطنية، وحسب عائشة فإن حوالي 85٪ من الخلاف حول الدستور كان ذا طبيعة فنية، في حين أن باقي الخلافات كانت سياسية. 
في 6 مايو 2015 قدمت عائشة جيلي استقالتها من منصب رئيس لجنة مراجعة الدستور، وأشارت إلى عدم وجود وقت كافٍ أمام اللجنة لإكمال المهام الموكلة إليها، كما أشارت أن نقص التمويل اللازم لإدارة شؤون اللجنة بشكل مستقل. 